# Адміністративний поділ країн Азії
Усього на території Азії станом на 2006 рік — 46 незалежні країни та 8 залежних територій.
Загальна площа Азії — 43 534,6 тис. км²
Загальна кількість населення Азії (станом на 1 липня 2002 року) — 3 782 600,8 тис. осіб
Є декілька варіантів поділу Азії:
- Традиційний на пострадянському просторі:
  - Східна (КНР, КНДР, Південна Корея, Японія, а також Гонконг, Макао, Тайвань та інші залежні території)
  - Південно-Східна (Індонезія, Малайзія, Східний Тимор, Бруней, Філіппіни, Сінгапур)
    - Індокитай (Таїланд, В'єтнам, Лаос, Камбоджа, М'янма)

  - Південна (Індія, Шрі-Ланка, Мальдіви, Бангладеш, Бутан, Непал, Пакистан, Афганістан)
  - Центральна (Монголія, Казахстан, Узбекистан, Таджикистан, Туркменістан, Киргизстан)
  - Південно-Західна (Ємен, Кіпр)
    - Близький Схід (Сирія, Ліван, Ізраїль, Йорданія)
    - Перська Затока (Іран, Саудівська Аравія, Кувейт, Ірак, ОАЕ, Оман, Бахрейн, Катар)
    - Кавказ (Грузія, Вірменія, Азербайджан)

  - а також Росія та Туреччина
- Поділ Азії, що прийнятий у англомовних країнах:
  - Азійсько-Тихоокеанський регіон (КНР, КНДР, Республіка Корея, Японія, Індонезія, Малайзія, Східний Тимор, Бруней, Філіппіни, Сінгапур, Таїланд, В'єтнам, Лаос, Камбоджа, М'янма, Індія, Шрі-Ланка, Мальдіви, Бангладеш, Бутан, Непал, Пакистан, Афганістан, Монголія, а також Гонконг, Макао, Тайвань та інші залежні території)
  - Близький Схід (Саудівська Аравія, Кувейт, Ірак, Іран, ОАЕ, Оман, Бахрейн, Катар, Ємен, Сирія, Ліван, Ізраїль, Йорданія, Ємен, Кіпр)
  - Центральна, Східна Європа та країни СНД (Казахстан, Узбекистан, Таджикистан, Туркменістан, Киргизстан, Грузія, Вірменія, Азербайджан, а також Росія)
- Поділ Азії, що прийнятий у ООН:
  - Східна (КНР, КНДР, Республіка Корея, Монголія, Японія, а також Гонконг, Макао, Тайвань та інші залежні території)
  - Південно-Східна (Індонезія, Малайзія, Східний Тимор, Бруней, Філіппіни, Сінгапур, Таїланд, В'єтнам, Лаос, Камбоджа, М'янма)
  - Південна (Індія, Пакистан, Іран, Афганістан, Непал, Бутан, Шрі-Ланка, Мальдіви)
  - Центральна (Казахстан, Туркменістан, Узбекистан, Таджикистан, Киргизстан)
  - Західна (Саудівська Аравія, Кувейт, Ірак, Іран, ОАЕ, Оман, Бахрейн, Катар, Ємен, Сирія, Ліван, Ізраїль, Йорданія, Ємен, Кіпр, Грузія, Азербайджан, Вірменія)
  - Північна (= Східна Європа: Росія)

## Таблиця
| Назва країни                        | Столиця чи адмін. центр   | Площа (км²) | Населення (1 липня 2002) | Адміністративний поділ                                                                   | докладніше |
| ----------------------------------- | ------------------------- | ----------- | ------------------------ | ---------------------------------------------------------------------------------------- | ---------- |
| Незалежні країни:                   |                           |             |                          |                                                                                          |            |
| Азербайджан                         | Баку                      | 46 870      | 3 844 127                | 59 районів, 11 міст, 1 автономна область                                                 | докладніше |
| Афганістан                          | Кабул                     | 647 500     | 27 755 775               | 34 провінції (вілаєтів)                                                                  | докладніше |
| Бангладеш                           | Дакка                     | 144 000     | 133 376 684              | 6 областей (бібхаг), 21 районів (анчал), 64 округи (зіла), 493 подокруги (упазілла)      | докладніше |
| Бахрейн                             | Манама                    | 665         | 656 397                  | 12 муніципалітетів                                                                       | докладніше |
| Бруней                              | Бандар-Сері-Бегаван       | 5 770       | 350 898                  | 4 округи                                                                                 | докладніше |
| Бутан                               | Тхімпху                   | 47 000      | 2 094 176                | 18 районів                                                                               | докладніше |
| В'єтнам                             | Ханой                     | 329 560     | 81 098 416               | 59 провінцій, 3 муніципалітетів                                                          | докладніше |
| Вірменія                            | Єреван                    | 29 800      | 3 330 099                | 11 провінцій                                                                             | докладніше |
| Грузія                              | Тбілісі                   | 20 460      | 2 032 004                | 10 країв, 2 республіки, 1 місто                                                          | докладніше |
| Ємен                                | Сана                      | 527 970     | 18 701 257               | 19 провінцій                                                                             | докладніше |
| Ізраїль                             | Тель-Авів (Єрусалим)      | 20 770      | 6 029 529                | 6 районів*                                                                               | докладніше |
| Індія                               | Нью-Делі                  | 3 287 590   | 1 045 845 228            | 28 штатів, 7 союзних територій                                                           | докладніше |
| Індонезія                           | Джакарта                  | 1 158 645   | 208 176 381              | 30 провінцій                                                                             | докладніше |
| Ірак                                | Багдад                    | 437 072     | 24 001 816               | 16 провінцій                                                                             | докладніше |
| Іран                                | Тегеран                   | 1 648 000   | 66 622 704               | 28 провінцій                                                                             | докладніше |
| Йорданія                            | Амман                     | 92 300      | 5 307 470                | 12 провінцій                                                                             | докладніше |
| Казахстан                           | Астана                    | 2 346 927   | 13 472 593               | 14 областей і 3 міста                                                                    | докладніше |
| Камбоджа                            | Пномпень                  | 181 040     | 12 775 324               | 20 провінцій                                                                             | докладніше |
| Катар                               | Доха                      | 11 437      | 793 341                  | 10 муніципалітетів                                                                       | докладніше |
| Киргизстан                          | Бішкек                    | 198 500     | 4 822 166                | 7 провінцій                                                                              | докладніше |
| Китай                               | Пекін                     | 9 584 492   | 1 284 303 705            | 23 провінцій, 4 міст*                                                                    | докладніше |
| Кіпр                                | Нікосія                   | 8 996       | 768 927                  | 6 районів                                                                                | докладніше |
| Корея Південна                      | Сеул                      | 98 480      | 48 324 000               | 9 провінцій                                                                              | докладніше |
| Корея Північна                      | Пхеньян                   | 120 540     | 22 224 195               | 9 провінцій, 4 муніципалітетів                                                           | докладніше |
| Кувейт                              | Ель-Кувейт                | 17 820      | 2 111 561                | 5 провінцій                                                                              | докладніше |
| Лаос                                | В'єнтьян                  | 236 800     | 5 777 180                | 16 провінцій, 1 муніципалітет, 1 особлива зона                                           | докладніше |
| Ліван                               | Бейрут                    | 10 400      | 3 677 780                | 6 провінцій                                                                              | докладніше |
| Малайзія                            | Куала-Лумпур (Путраджая)  | 329 750     | 22 662 365               | 13 штатів                                                                                | докладніше |
| Мальдіви                            | Мале                      | 300         | 320 165                  | 19 атолів                                                                                | докладніше |
| Монголія                            | Улан-Батор                | 1 565 000   | 2 694 432                | 21 провінцій (аймаків)                                                                   | докладніше |
| М'янма                              | Найп'їдо                  | 678 500     | 42 238 224               | 7 провінцій, 7 штатів                                                                    | докладніше |
| Непал                               | Катманду                  | 140 800     | 25 873 917               | 14 зон (анчолів)                                                                         | докладніше |
| Об'єднані Арабські Емірати          | Абу-Дабі                  | 82 880      | 2 445 989                | 7 еміратів                                                                               | докладніше |
| Оман                                | Маскат                    | 212 460     | 2 713 462                | 5 районів, 3 провінції                                                                   | докладніше |
| Пакистан                            | Ісламабад                 | 803 940     | 147 663 429              | 4 провінції, 1 автономна територія, 1 столична територія                                 | докладніше |
| Саудівська Аравія                   | Ер-Ріяд                   | 1 960 582   | 23 513 330               | 13 провінцій                                                                             | докладніше |
| Сінгапур                            | Сінгапур                  | 693         | 4 452 732                |                                                                                          | докладніше |
| Сирія                               | Дамаск                    | 185 180     | 17 155 814               | 14 провінцій                                                                             | докладніше |
| Східний Тимор                       | Ділі                      | 0           | 0                        | 13 округів                                                                               | докладніше |
| Таджикистан                         | Душанбе                   | 143 100     | 6 719 567                | 2 області, 1 автономна область                                                           | докладніше |
| Таїланд                             | Бангкок                   | 514 000     | 62 354 402               | 76 провінцій (чангват)                                                                   | докладніше |
| Туреччина                           | Анкара                    | 756 768     | 57 855 068               | 81 провінція (вілаєт)                                                                    | докладніше |
| Туркменістан                        | Ашгабат                   | 488 100     | 4 688 963                | 5 областей (велаятів)                                                                    | докладніше |
| Узбекистан                          | Ташкент                   | 447 400     | 25 563 441               | 12 провінцій                                                                             | докладніше |
| Філіппіни                           | Маніла                    | 300 000     | 84 525 639               | 79 провінцій, 116 привілейованих міст                                                    | докладніше |
| Шрі-Ланка                           | Шрі-Джаяварденепура-Котте | 65 610      | 19 576 783               | 8 провінцій                                                                              | докладніше |
| Японія                              | Токіо                     | 377 835     | 126 974 628              | 47 префектур                                                                             | докладніше |
| Залежні території:                  |                           |             |                          |                                                                                          |            |
| Залежні території Китаю:            |                           |             |                          |                                                                                          |            |
| Гонконг (Сянган)                    | Гонконг                   | 1 092       | 7 303 334                |                                                                                          | докладніше |
| Макао (Аоминь)                      | Макао                     | 25          | 461 833                  |                                                                                          | докладніше |
| Тайвань                             | Тайбей                    | 35 980      | 22 548 009               |                                                                                          | докладніше |
| Парасельські острови                |                           | 3,0         | 0                        |                                                                                          |            |
| острови Спратлі                     |                           | 5,0         | 0                        |                                                                                          |            |
| Залежні території Великої Британії: |                           |             |                          |                                                                                          |            |
| Акротирі і Декелія                  | Епіскопі                  | 254         | 7 000                    | 2 зони                                                                                   | докладніше |
| Залежні території Ізраїлю:          |                           |             |                          |                                                                                          |            |
| Західний беріг річки Йордан         | Єрусалим                  | 5 860       | 2 303 660                |                                                                                          | докладніше |
| Сектор Гази                         | Газа                      | 363         | 1 203 004                |                                                                                          | докладніше |
| Частина країн Європи:               |                           |             |                          |                                                                                          |            |
| Росія                               | Москва                    | 13 115 200  | 39 129 729               | 21 республіка, 6 країв, 49 областей, 2 міста, 1 автономна область, 10 автономних округів | докладніше |
| Частина країн Африки:               |                           |             |                          |                                                                                          |            |
| Єгипет                              | Каїр                      | 63 556      | 1 378 159                | 26 губернаторств (мухафаз)                                                               | докладніше |
| Разом                               |                           | 43 534 640  | 3 782 600 809            | 46 незалежні країни, 8 залежних територій, 2 країни, що частково розташовані в Азії      |            |

## Невизнані території
- Південна Осетія (Хуссар Іристон: 3 900 км², 70 000 осіб (2004 рік), столиця — Цхінвалі) — 28 листопада 1991 року від Грузії
- Абхазія (8 600 км², 250 000 осіб (2000 рік), столиця — Сухумі) — 23 липня 1992 року від Грузії
- Нагірний Карабах (НКР: 4 400 км², 145 000 осіб (2002 рік), столиця — Степанакерт) — 10 грудня 1991 року від Азербайджану
- Турецька Республіка Північного Кіпру (ТРПК: 3 355 км², 264 172 осіб (2006 рік), столиця — Нікосія (північна частина)) — 15 листопада 1983 року від Кіпру
- Республіка Китай (Тайвань, а також Пескадорські острови, острови: Кіньмень, Мацу тощо: 35 980 км², 23 036 087 осіб (2006 рік), столиця — Тайбей) — 7 грудня 1949 року від КНР
- Іракський Курдистан (80 000 км², 5 500 000 осіб (2005 рік), столиця — Ербіль) — 1970 рік від Іраку
- Джамму та Кашмір (222 236 км², 10 069 917 осіб (2001), столиця — Срінагар) — від Індії
- Таміл-Ілам (Північно-східна частина Шрі-Ланки)